# Živeti
Živeti (japonsko 生きる, Hepburn Ikiru) je japonski dramski film iz leta 1952, ki ga je režiral Akira Kurosava in zanj napisal scenarij skupaj z Šinobom Hašimotom in Hideom Ogunijem. V glavni vlogi nastopa Takaši Šimura kot na smrt bolan tokijski birokrat v iskanju smisla življenja. Zgodba delno temelji na Tolstojevi noveli Smrt Ivana Iljiča  iz leta 1886. Glavne teme filma so naučiti se živeči, neučinkovitost birokracije in razkroj družinskega življenja na Japonskem.
Film je bil premierno prikazan 9. oktobra 1952. Naletel je na dobre ocene kritikov in na Japonskem osvojil nagradi za najboljši film revije Kinema Junpo in Mainičijevo filmsko nagrado, slednji je osvojil tudi za scenarij in glasbeno podlago. Šimura je bil tudi nominiran za nagrado BAFTA za najboljšega tujega igralca. Revija Empire je film leta 2008 uvrstila na 459. mesto seznama petstotih najboljših filmov vseh časov in leta 2010 na 44. mesto seznama stotih naboljših svetovnih filmov. Kritiki so posebej izpostavili ikonični prizor Vatanabeja na gugalnici.

## Vloge
- Takaši Šimura kot Kandži Vatanabe (渡邊 勘治, Watanabe Kanji)
- Šiniči Himori kot Kimura (木村)
- Haruo Tanaka kot Sakai (坂井)
- Minoru Čiaki kot Noguči (野口, Noguchi)
- Miki Odagiri kot Tojo Odagiri (小田切 とよ, Odagiri Toyo)
- Bokuzen Hidari kot Ohara (小原)
- Minosuke Jamada kot Saito (齋藤)
- Kamatari Fudživara kot Ono (大野, Ōno)
- Makoto Kobori kot Kiiči Vatanabe (渡邊 喜一, Watanabe Kiichi)
- Nobuo Kaneko kot Micuo Vatanabe (渡邊 光男, Watanabe Mitsuo)
- Nobuo Nakamura kot podžupan
- Acuši Vatanabe kot pacient
- Isao Kimura kot pripravnik
- Masao Šimizu kot zdravnik
- Junosuke Ito kot romanist
- Kjoko Seki kot Kazue Vatanabe (渡邊 一枝, Watanabe Kazue)
- Kumeko Urabe kot Tacu Vatanabe (渡邊 たつ, Watanabe Tatsu)
- Noriko Honma kot gospodinja
- Seidži Mijaguči kot šef jakuz
- Daisuke Kato kot jakuza